# Villereversure
Villereversure és un municipi francès situat al departament de l'Ain i a la regió d'Alvèrnia-Roine-Alps. L'any 2007 tenia 1.195 habitants.

## Demografia

### Població
El 2007 la població de fet de Villereversure era de 1.195 persones. Hi havia 440 famílies de les quals 123 eren unipersonals (40 homes vivint sols i 83 dones vivint soles), 131 parelles sense fills, 158 parelles amb fills i 28 famílies monoparentals amb fills.
La població ha evolucionat segons el següent gràfic:
Habitants censats

### Habitatges
El 2007 hi havia 521 habitatges, 450 eren l'habitatge principal de la família, 34 eren segones residències i 37 estaven desocupats. 467 eren cases i 51 eren apartaments. Dels 450 habitatges principals, 304 estaven ocupats pels seus propietaris, 136 estaven llogats i ocupats pels llogaters i 10 estaven cedits a títol gratuït; 2 tenien una cambra, 27 en tenien dues, 66 en tenien tres, 128 en tenien quatre i 227 en tenien cinc o més. 369 habitatges disposaven pel capbaix d'una plaça de pàrquing. A 179 habitatges hi havia un automòbil i a 225 n'hi havia dos o més.

### Piràmide de població
La piràmide de població per edats i sexe el 2009 era:
| Homes | Edats   | Dones |
| ----- | ------- | ----- |
| 0     | 95 o +  | 12    |
| 4     | 90 a 94 | 8     |
| 8     | 85 a 89 | 20    |
| 4     | 80 a 84 | 8     |
| 24    | 75 a 79 | 36    |
| 20    | 70 a 74 | 32    |
| 28    | 65 a 69 | 20    |
| 32    | 60 a 64 | 8     |
| 32    | 55 a 59 | 40    |
| 52    | 50 a 54 | 52    |
| 20    | 45 a 49 | 44    |
| 48    | 40 a 44 | 32    |
| 28    | 35 a 39 | 40    |
| 56    | 30 a 34 | 36    |
| 36    | 25 a 29 | 44    |
| 28    | 20 a 24 | 24    |
| 36    | 15 a 19 | 16    |
| 36    | 10 a 14 | 16    |
| 40    | 5 a 9   | 52    |
| 12    | 0 a 4   | 40    |

## Economia
El 2007 la població en edat de treballar era de 745 persones, 564 eren actives i 181 eren inactives. De les 564 persones actives 532 estaven ocupades (280 homes i 252 dones) i 33 estaven aturades (16 homes i 17 dones). De les 181 persones inactives 78 estaven jubilades, 50 estaven estudiant i 53 estaven classificades com a «altres inactius».

### Ingressos
El 2009 a Villereversure hi havia 446 unitats fiscals que integraven 1.095 persones, la mediana anual d'ingressos fiscals per persona era de 17.608 €.

### Activitats econòmiques
Dels 44 establiments que hi havia el 2007, 1 era d'una empresa extractiva, 3 d'empreses alimentàries, 1 d'una empresa de fabricació de material elèctric, 4 d'empreses de fabricació d'altres productes industrials, 8 d'empreses de construcció, 6 d'empreses de comerç i reparació d'automòbils, 5 d'empreses de transport, 2 d'empreses d'hostatgeria i restauració, 3 d'empreses financeres, 1 d'una empresa immobiliària, 3 d'empreses de serveis, 5 d'entitats de l'administració pública i 2 d'empreses classificades com a «altres activitats de serveis».
Dels 13 establiments de servei als particulars que hi havia el 2009, 1 era una oficina de correu, 2 oficines bancàries, 2 paletes, 2 guixaires pintors, 2 fusteries, 3 lampisteries i 1 restaurant.
Dels 2 establiments comercials que hi havia el 2009, 1 era una botiga de menys de 120 m² i 1 una fleca.
L'any 2000 a Villereversure hi havia 15 explotacions agrícoles que ocupaven un total de 729 hectàrees.

## Equipaments sanitaris i escolars
L'únic equipament sanitari que hi havia el 2009 era una farmàcia.
El 2009 hi havia una escola elemental.

## Poblacions més properes
El següent diagrama mostra les poblacions més properes.